# Hans-Joachim Martini

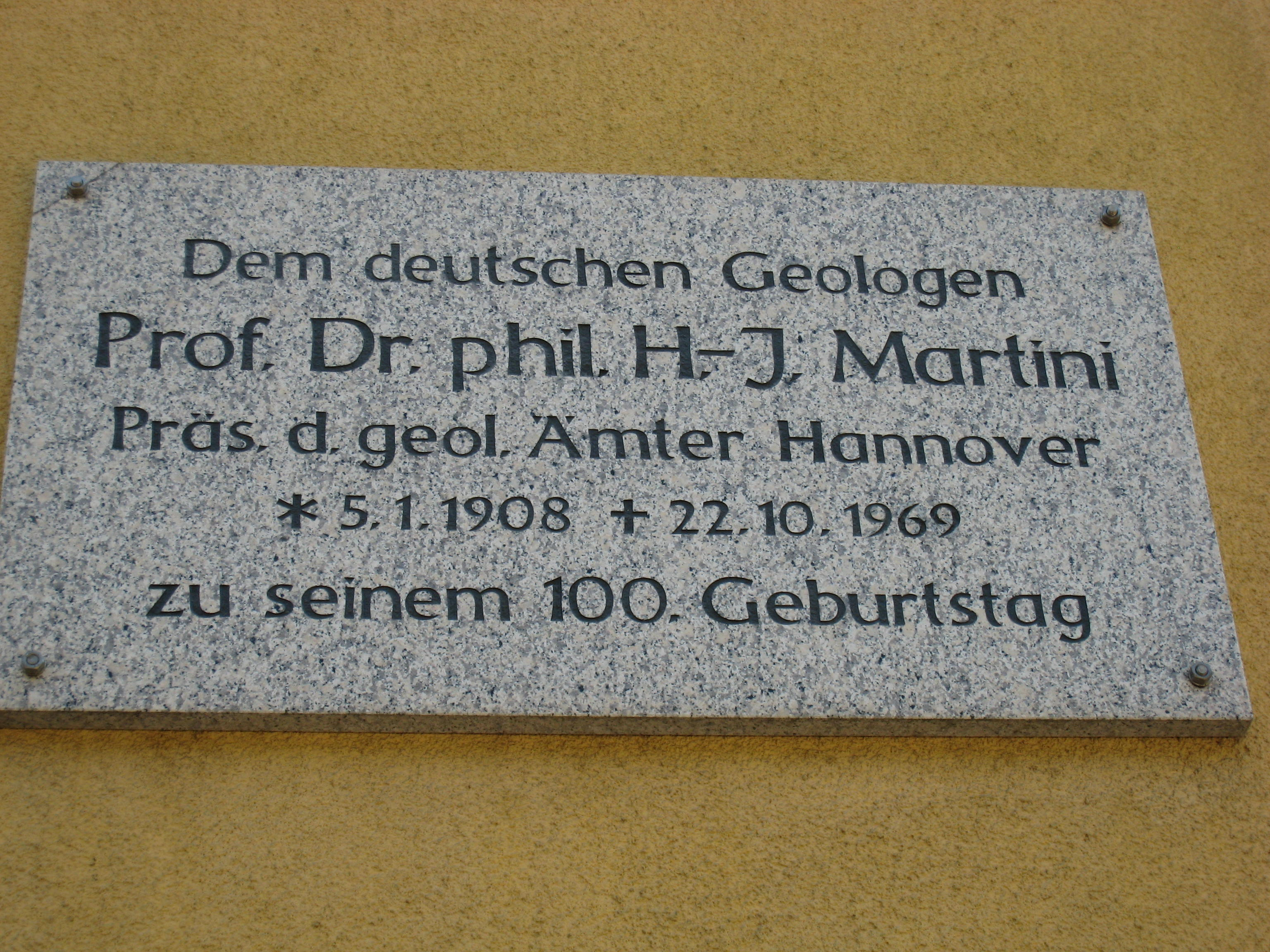
Gedenktafel in Bad Sulza

Hans-Joachim Martini (* 5. Januar 1908 in Bockenem; † 22. Oktober 1969 bei Hannover) war ein deutscher Geologe und 1962 bis 1969 Präsident der Bundesanstalt für Bodenforschung.

## Leben
Martini studierte nach Erwerb der Hochschulreife an der Herzog-Johann-Albert-Oberrealschule in Braunschweig im Jahr 1927 Geologie in Freiburg im Breisgau, Berlin und Göttingen, wo er 1934 bei Hans Stille promoviert wurde („Großschollen und Gräben zwischen Habichtswald und Rheinischem Schiefergebirge“); während seines Studiums trat er der Freiburger Burschenschaft Alemannia bei. 1935 legte er an der Preußischen Geologischen Landesanstalt in Berlin das Erste Geologische Staatsexamen ab. Zugleich wurde er SA-Mitglied und er war auch Mitglied des NSKK. Anschließend arbeitete er als wissenschaftlicher Mitarbeiter bei der Thüringischen Geologischen Landesuntersuchung in Jena, die im Jahr 1939 zur Zweigstelle Jena der Reichsstelle bzw. des Reichsamtes für Bodenforschung umgewandelt wurde. Zum 1. Mai 1937 trat er der NSDAP bei (Mitgliedsnummer 4.669.269).
1940 absolvierte Martini an der Reichsstelle für Bodenforschung das Zweite Geologische Staatsexamen, kam 1940 nach Prag und wurde Leiter der Arbeitsstelle Prag. 1941 wurde er Bezirksgeologe. Seine Hauptaufgabe war die Suche nach Rohstoffen (sein Mentor war Alfred Bentz, der für die Erdöl- und Erdgassuche zuständig war) und er wurde 1943 südlich Brünn bei der Erdgassuche fündig. 1944 gab er in Prag Empfehlungen für den Bau eines unterirdischen SS-Lazaretts im Burgberg von Prag dem Vysehrad, das allerdings nicht mehr gebaut wurde. Er war ab 1. April 1943 SS-Untersturmführer in der 108. SS-Standarte Böhmen-Mähren (SS-Nummer 456.753). Das Bundeswirtschaftsministerium, dem die BGR untersteht, verweist für Ansichten über die nationalsozialistischen Aktivitäten Martinis auf eine „unabhängige Geschichtskommission“, die seit 2011 die NS-Vergangenheit des Ministeriums untersucht. Bis zum Herbst 2016 gab es allerdings keine bekannt gewordenen Ergebnisse dazu. Die BGR selbst behauptete 2016 gegenüber Döschner: Die systematische geschichtliche Untersuchung (…) der BGR und ihrer Vorläufereinrichtungen steht noch aus.
Martini ist Namensgeber für den Martinigletscher in der Antarktis.

## Nach 1945
Nach Ende des Zweiten Weltkriegs wirkte Martini zusammen mit Alfred Bentz am Amt für Bodenforschung in Hannover, aus dem später das Niedersächsische Landesamt für Bodenforschung, NLfB, und die Bundesanstalt für Bodenforschung, die heutige Bundesanstalt für Geowissenschaften und Rohstoffe, BGR, hervorgingen. Von 1958 bis 1962 war er unter Alfred Bentz Vizepräsident dieser Einrichtungen und seit 1962 als Nachfolger von Bentz deren Präsident. Er war Koordinator für die Karten Erzlagerstätten (Carte metallogenique) in der Internationalen Kommission zur Erstellung einer geologischen Weltkarte.
1962 erhielt er die Hans-Stille-Medaille und 1970 posthum die Carl-Engler-Medaille der Deutschen Wissenschaftlichen Gesellschaft für Erdöl, Erdgas und Kohle (DGMK), deren Präsident er von 1967 bis 1969 war. Noch zu Lebzeiten 1969 wurde er als ordentliches Mitglied in die Braunschweigische Wissenschaftliche Gesellschaft aufgenommen.
Hans Joachim Martini starb am 22. Oktober 1969 auf dem Rückweg von einer Dienstreise bei einem Massenautounfall auf der BAB 7 in der Nähe der Anschlussstelle Hannover-Anderten. Zwei Lastwagen waren im Nebel zusammengestoßen. Das Dienstfahrzeug von Martini kam noch zum Stehen und der Fahrer konnte sich mit knapper Not in Sicherheit bringen, als er einen Lastwagen von hinten kommen sah; Martini starb am Unfallort.
Die Stadt Hannover nannte die Straße Martinihof nach ihm.

## Endlager-Suche für atomare Stoffe
Laut Abschlussbericht des Niedersächsischen Untersuchungsausschusses zur Einlagerung von radioaktiven Abfällen in der Schachtanlage Asse waren Martini und sein Stellvertreter Gerhard Richter-Bernburg in den 1960er Jahren treibende Kräfte hinter der Nutzung des Salzbergwerkes als Endlager. Bereits 1962 schlug er dessen Verwendung als mögliches nukleares Endlager vor.

## Hans-Joachim-Martini-Stiftung
Die 1982 gegründete Hans-Joachim-Martini-Stiftung (so benannt ab 1987, davor Hans-Joachim-Martini-Fonds) wurde von namhaften Industrieunternehmen aus dem Chemie und Bergbausektor finanziert (Bayer, Degussa, Preussag, Rheinbraun (heute RWE), Wintershall, Salzgitter) und war eng mit der BGR verflochten, wobei sie über die gezielte Förderung unter anderem von Gutachten und Forschungstätigkeit Einfluss nahm. Unter anderem publizierte sie Studien zum Salzstock in Gorleben, Fracking, Kohlendioxid-Speicherung und Gutachten, die das Ziel hatten, den menschengemachten Klimawandel kleinzureden bzw. zu relativieren. Im November 2016 beschloss der Stiftungsrat die Abwicklung der Stiftung.